# Orthothecium hyalopiliferum
Orthothecium hyalopiliferum là một loài Rêu trong họ Hypnaceae. Loài này được Redf. & B.H. Allen mô tả khoa học đầu tiên năm 1991.